# زر نووي
الزر النووي (بالإنجليزية: Nuclear button)‏؛ مصطلح رمزي مرتبط بمن لديه تخويل على استخدام الأسلحة النووية. يكون الزر النووي عند رأس السلطة، الرئيس أو المؤسسة العسكرية في الدول النووية. في الواقع تعد الإجراءات اللازم اتخاذها لاستخدام الأسلحة النووية أكثر تعقيدًا من مجرد الضغط على زر كما يبدو من المصطلح، فالزر النووي، مجموعة رموز ومفاتيح حاسوبية لدى رأس السلطة في الدول النووية، ويتعين عليه إن أراد شن هجوم بسلاح نووي أن يستخدمها ضمن سلسلة إجراءات معقدة وضعت للتأكد من سلامة القرار وصحته. تحدث في بعض الدول النووية أزمات سياسية أو مشاكل صحية على مستوى القيادة تحتم نقل الزر النووي إلى قيادة عسكرية أو سياسية أكثر استقرارًا في البلد درءًا لأي أخطار نووية. لدى الدول النووية المختلفة حول العالم حقائب نووية ترافق القائد العام للقوات المسلحة (مثل رئيس الولايات المتحدة)، وهي مجهزة بزر نووي، لإطلاق صواريخ نووية في أي وقت.

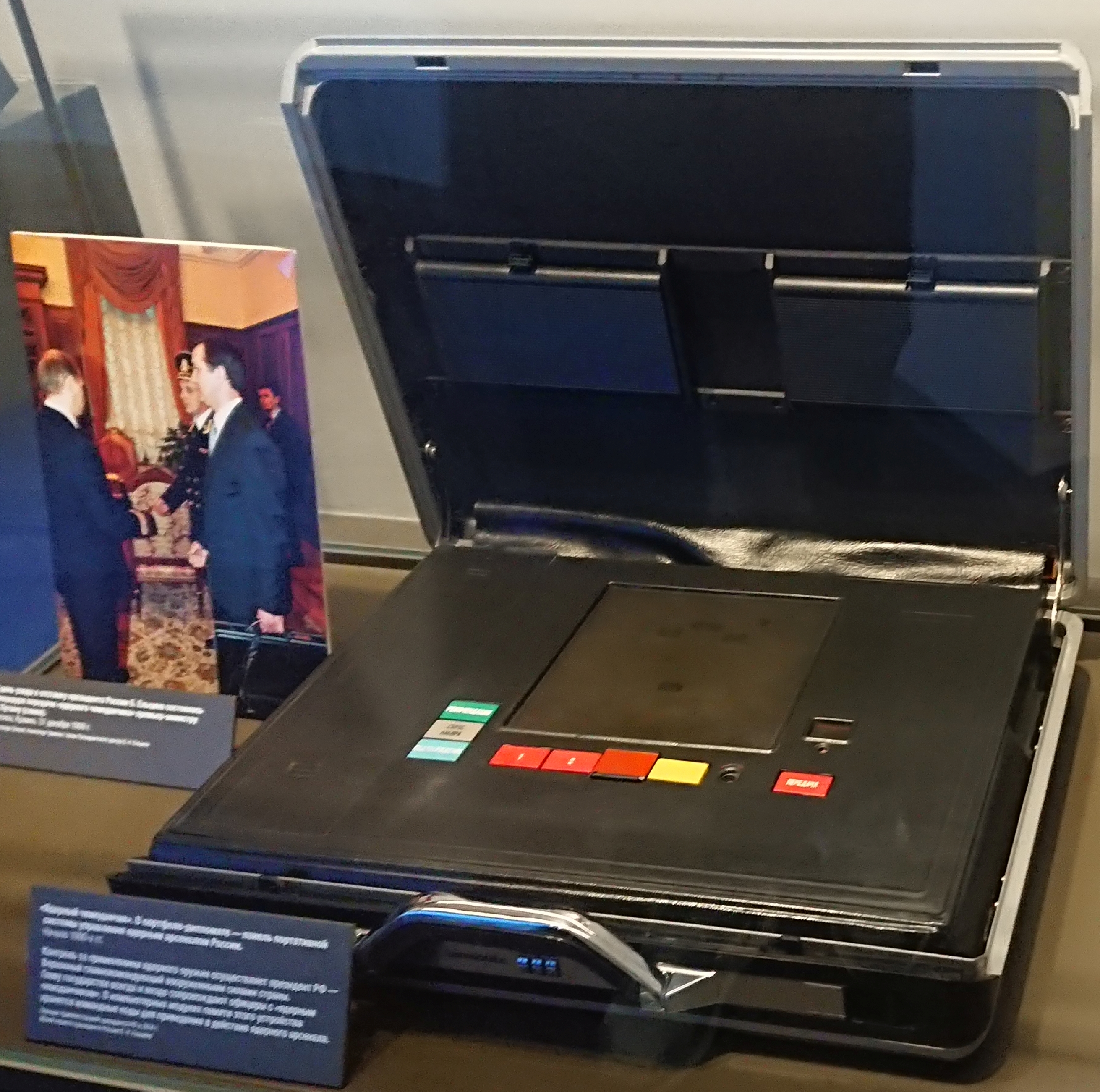
حقيبة تحتوي على زر نووي